# Zygmunt Rakowiecki
Zygmunt Janusz Rakowiecki (ur. 10 grudnia 1924 w Lesznie, zm. 17 września 2013 w Warszawie) – polski prawnik, współtwórca i wieloletni prezes Polskiego Towarzystwa Ziemiańskiego.

## Życiorys
Syn Anny i Zygmunta Rakowieckich, właścicieli majątku Leszno koło Przasnysza (ok. 600 ha). Uczył się w gimnazjum w Warszawie i w Rabce. W trakcie II wojny światowej majątek został skonfiskowany przez Niemców. W 1940 rodzina Rakowieckich opuściła Leszno i zamieszkała w Warszawie. Zygmunt Rakowiecki kontynuował naukę w tajnej Szkole Ziemi Mazowieckiej, następnie studiował na również tajnym Wydziale Prawa Uniwersytetu Warszawskiego. Jako żołnierz Armii Krajowej (ps. „Rola”) walczył w powstaniu warszawskim w ramach zgrupowania Gurt. Był następnie jeńcem stalagu 344 Lamsdorf.
Do Polski powrócił w 1945. Ukończył studia prawnicze na UW. Pracował w administracji publicznej, następnie w latach 1953–1999 praktykował w zawodzie radcy prawnego w przedsiębiorstwach krajowych i przedsiębiorstwach handlu zagranicznego. Udzielał się także społecznie, m.in. jako członek zarządu głównego Polskiego Związku Narciarskiego (1951–1962). Był pierwszym prezesem utworzonego w 1990 Polskiego Towarzystwa Ziemiańskiego (którym kierował do 2005). Brał udział w pracach legislacyjnych związanych z opracowywaniem projektów ustawy reprywatyzacyjnej, od 1993 do 1996 wchodził w skład Rady Konsultacyjnej ds. Reprywatyzacji przy ministrze przekształceń własnościowych.

## Odznaczenia i wyróżnienia
W 2010, za wybitne zasługi w kultywowaniu tradycji narodowej, pielęgnowaniu polskości oraz w rozwijaniu świadomości narodowej, obywatelskiej i kulturowej, został odznaczony przez prezydenta Bronisława Komorowskiego Krzyżem Kawalerskim Orderu Odrodzenia Polski. W 2007 rada gminy Przasnysz nadała Zygmuntowi Rakowieckiemu tytuł honorowego obywatela tej gminy.